# موزه اشتادل

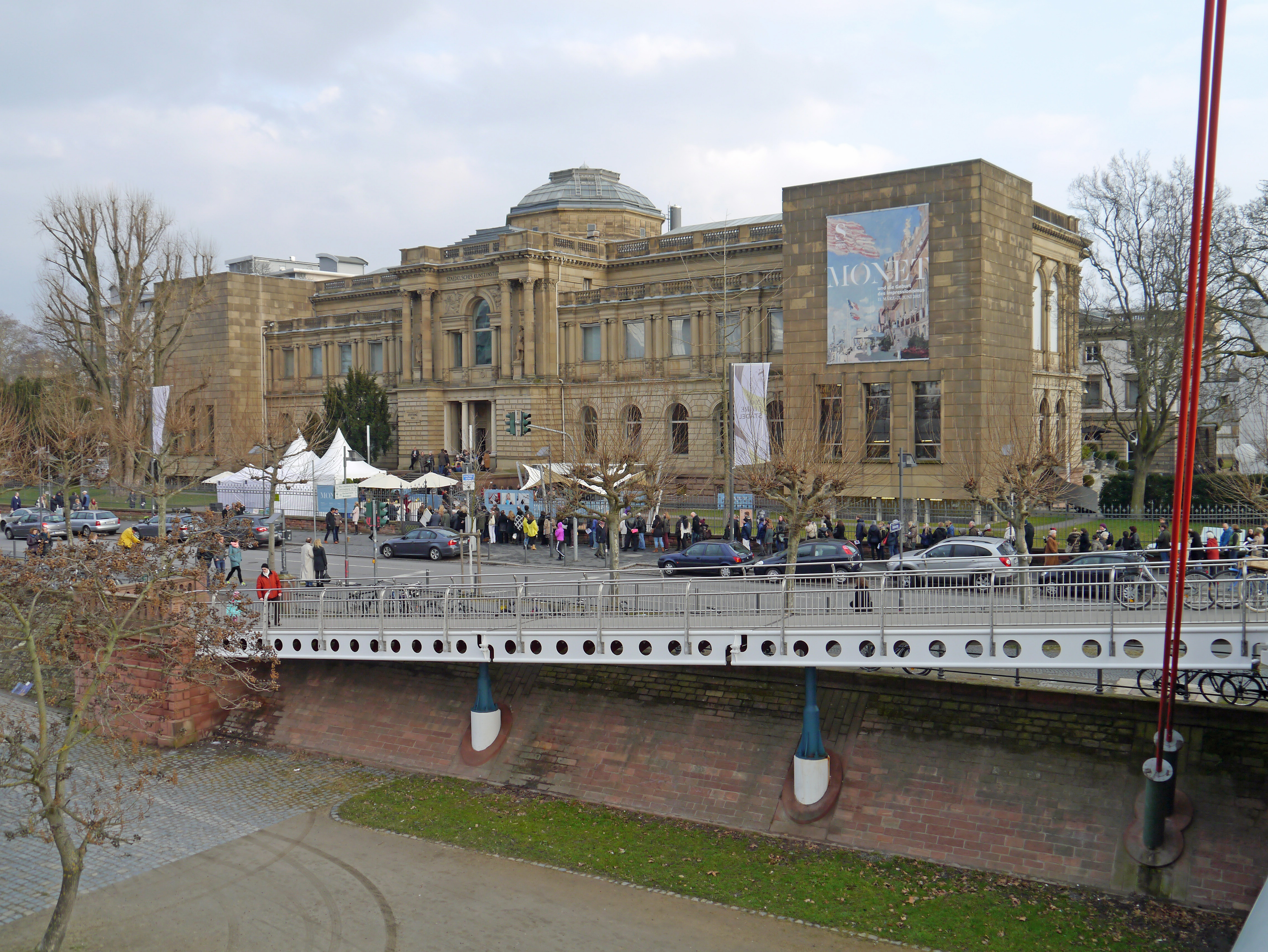
موزه اشتادل

موزه اشتادل (انگلیسی: Städel Museum) موزه‌ای هنری واقع در فرانکفورت است و یکی از مهم‌ترین مجموعه‌های هنری آلمان به‌حساب می‌آید. این موزه مالک ۲٬۷۰۰ نقاشی (که ۶۰۰ تای آن‌ها به‌نمایش درآمده‌اند) و مجموعه‌ای شامل ۱۰۰٬۰۰۰ طراحی، اثر چاپ‌شده و ۶۰۰ مجسمه است. این موزه حدود ۴٬۰۰۰ مترمربع فضای نمایش دارد و کتاب‌خانه‌اش ۱۰۰٬۰۰۰ کتاب و ۴۰۰ نشریه دارد.
اشتادل در سال ۲۰۱۲ از سوی اتحادیه منتقدان آلمان (ای‌آی‌سی‌ای) موزه سال شناخته شد. در همین سال، موزه رکورد بالاترین بازدیدکنندگان تاریخ خودش را با ۴۴۷٬۳۹۵ بازدیدکننده، شکست.

## نگارخانه

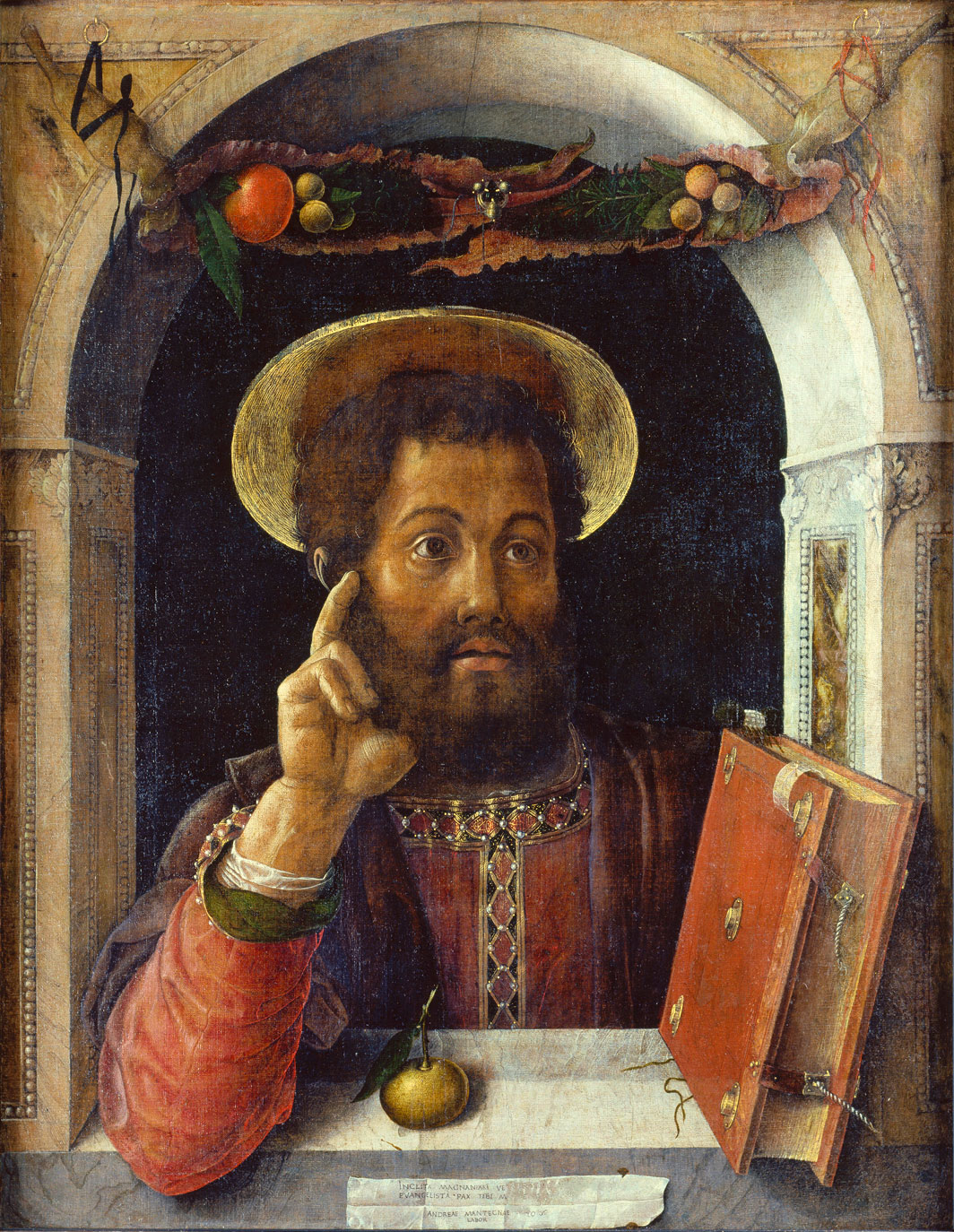
مارکو قدیس ۱۴۵۰ م. اثر آندرئا مانتنیا
مدونای لوکا رنگ‌روغن روی بوم، ۱۴۳۷ م. اثر یان وان آیک
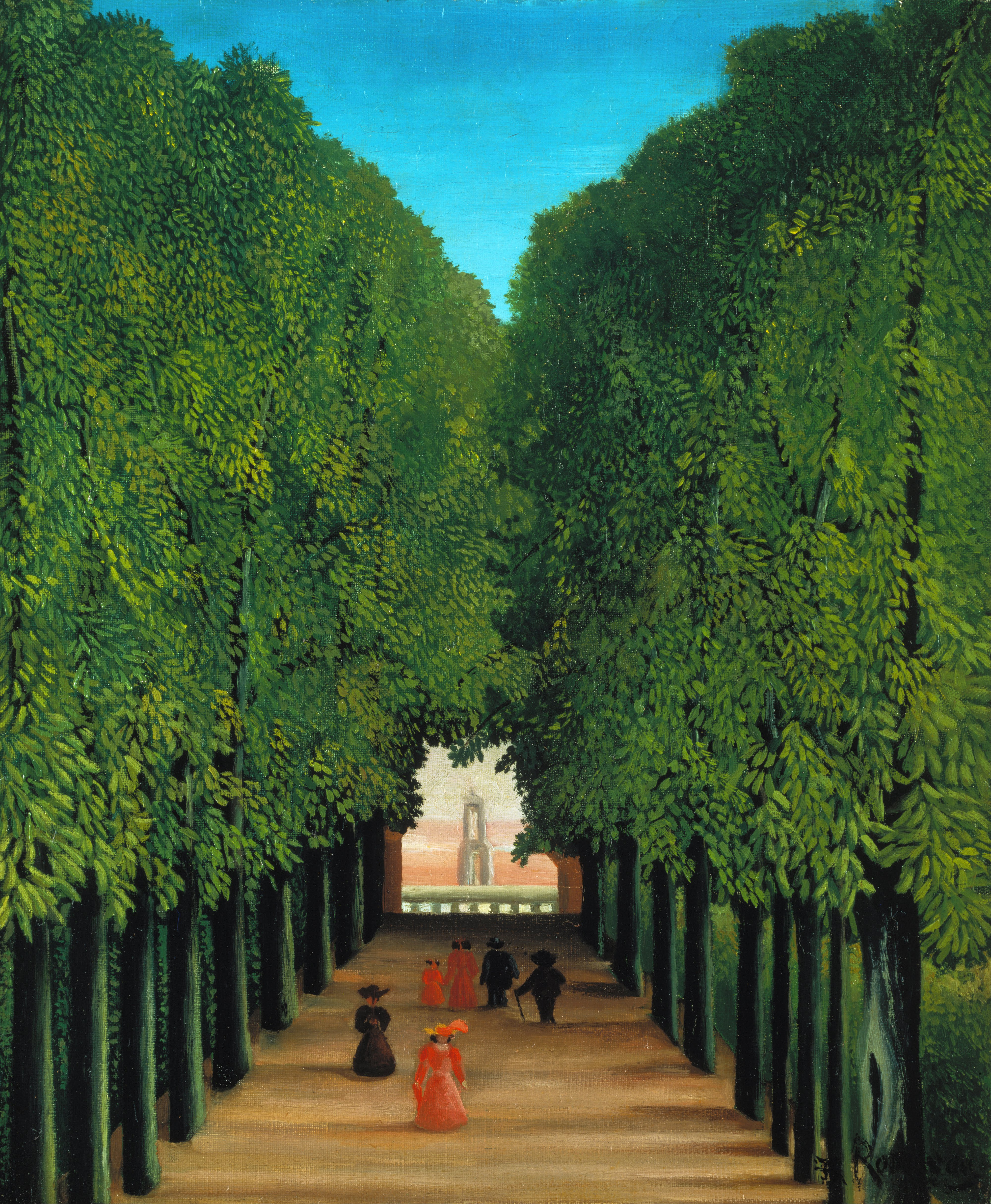
منظری در پارک سن-کلو رنگ‌روغن روی بوم، ۱۹۰۸ م. اثر آنری روسو
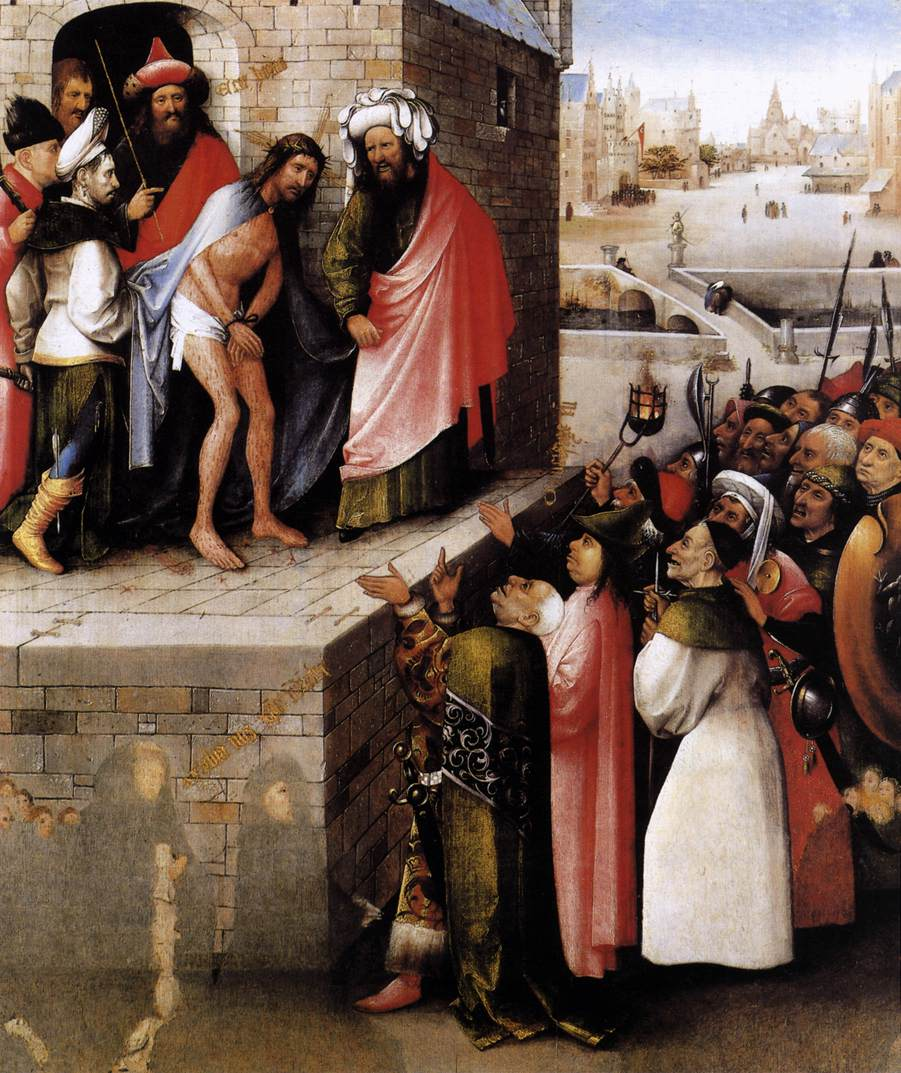
اینک انسان
رنگ‌روغن روی چوب، بین سال‌های ۱۴۷۵–۸۵ م.
اثر هیرونیموس بوش